# Aratea de Leyde
Le manuscrit des Aratea de Leyde (dénomination scientifique : Voss. lat. Q 79) est un codex enluminé carolingien contenant les chapitres d’astronomie des « Phénomènes » (Phainomena) d’Aratos de Soles (310–245 av. J. Chr.) consacrés aux Constellations, dans la traduction latine de Germanicus. Le manuscrit a été composé vers 825 en Lotharingie (probablement à Aix-la-Chapelle ou Metz). Le commanditaire était sans doute Louis le Pieux qui a été sacré empereur le 5 octobre 816 à Reims par Etienne IV, lui-même pape depuis le 22 juin 816, le pape Léon III étant mort le 12 juin 816.
Les 35 enluminures en pleine page qui composent ce manuscrit sont d'une importance cruciale pour la compréhension des connaissances astronomiques du haut Moyen Âge. Les planches encadrées en couleur de couverture, de toute beauté, reflètent une copie très stylisée du modèle antique qui a servi de modèle. Il manque au manuscrit quatre constellations du cycle des constellations des Phénomènes. Le codex comporte 99 folios de parchemin, au format 225 × 200 mm.
Ce manuscrit devait être conservé dans le Nord de la France aux alentours de l'an mil, sans doute dans la bibliothèque de l’abbaye Saint-Bertin, où deux copies ont survécu. C'est en 1573 que Jacob Susius obtient le  manuscrit auprès d'un peintre de Gand ; l'ouvrage passera ensuite aux mains d’Hugo Grotius, puis à  Christine de Suède et Isaac Vossius. Ce dernier le légua en 1690 à la bibliothèque de l’Université de Leyde, où il est aujourd'hui enregistré sous la référence Voss. lat. Q 79.
Un deuxième exemplaire de ce codex est conservé à la Bibliothèque municipale des Annonciades de Boulogne-sur-Mer. La notice indique qu'il provient de l'abbaye Saint-Bertin de Saint-Omer. Cet exemplaire a été numérisé et il est consultable en ligne.

## Quelques miniatures

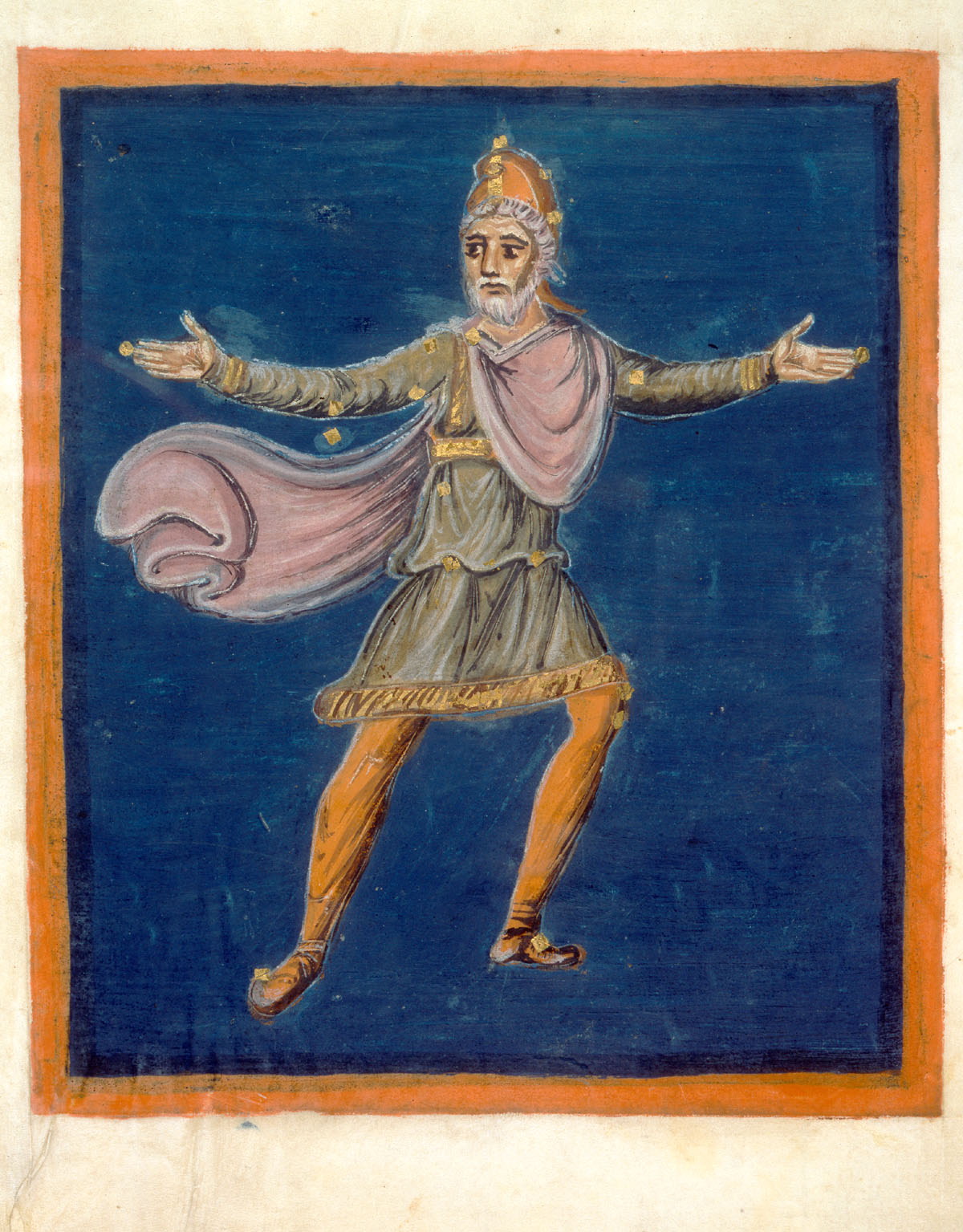
Céphée.
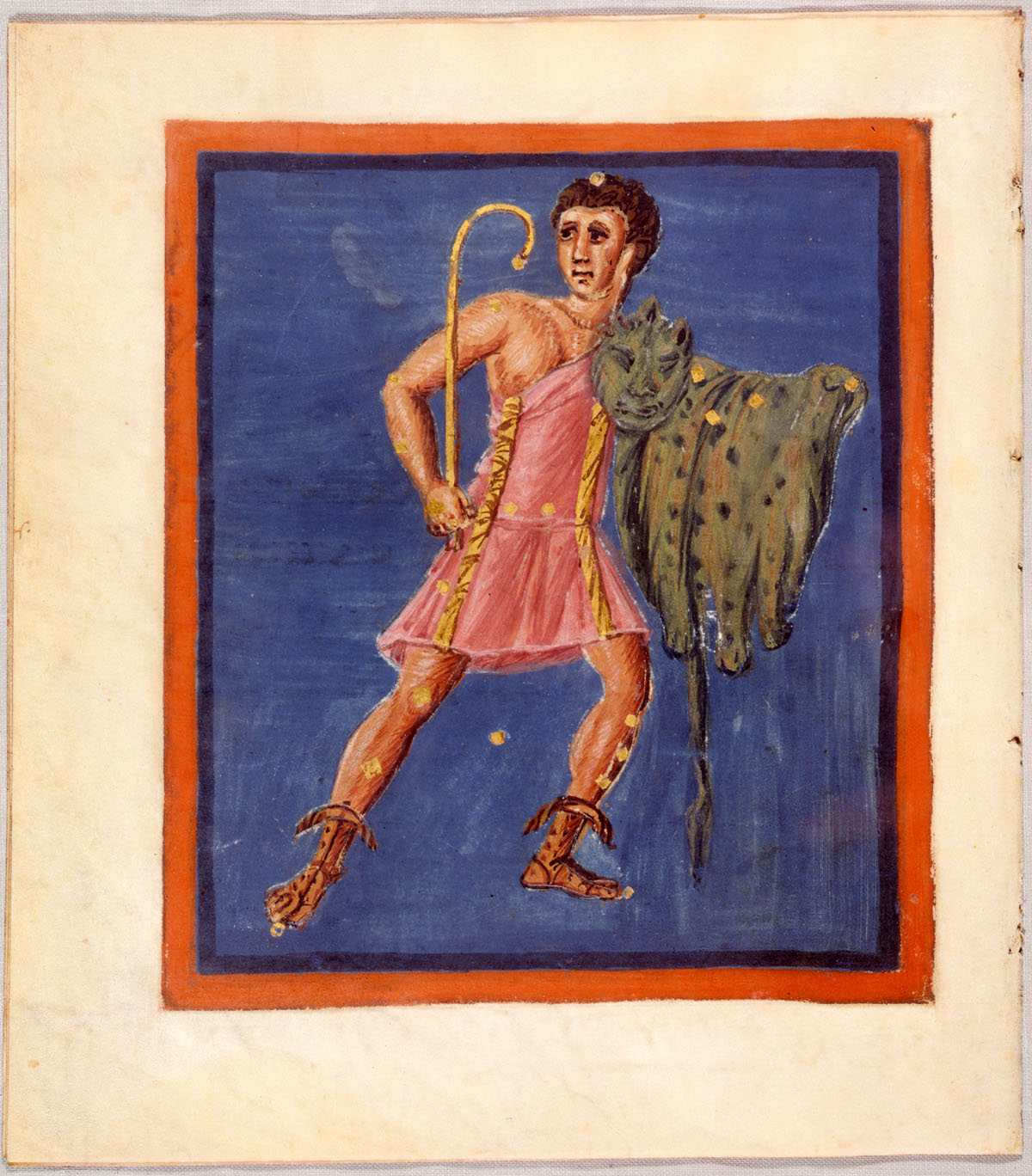
Hercule.
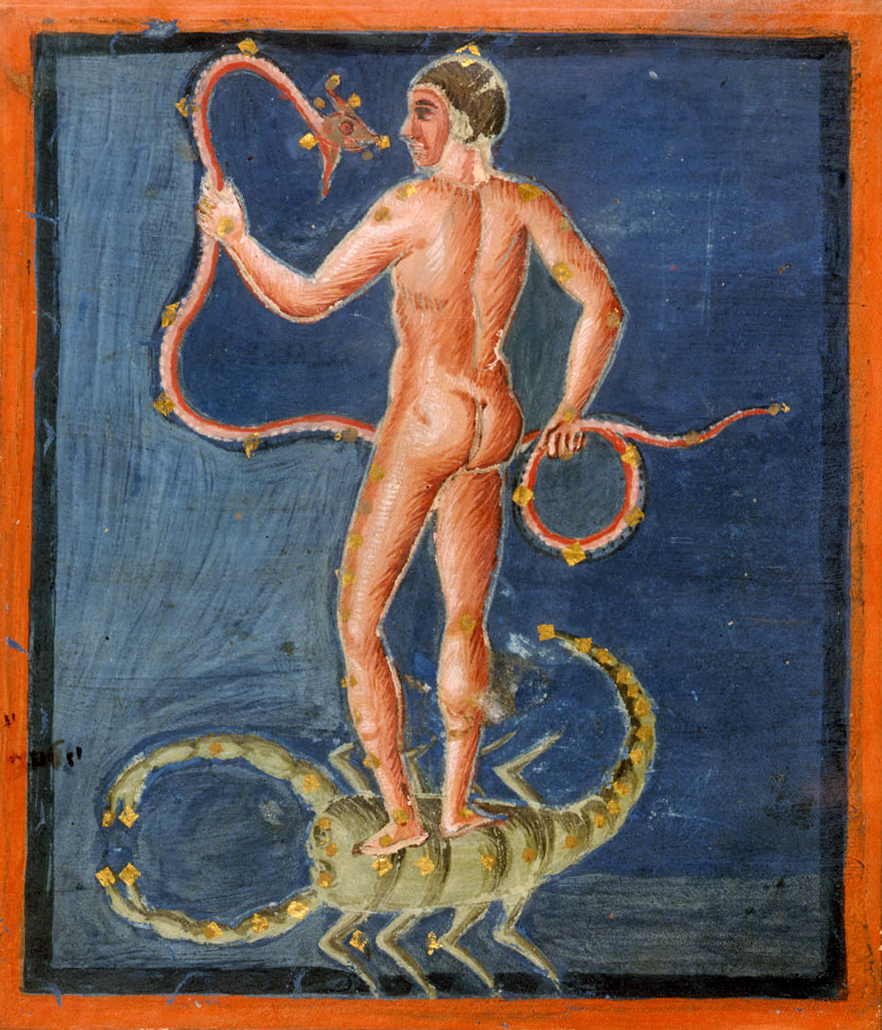
Ophiucus, le Serpent et le Scorpion.
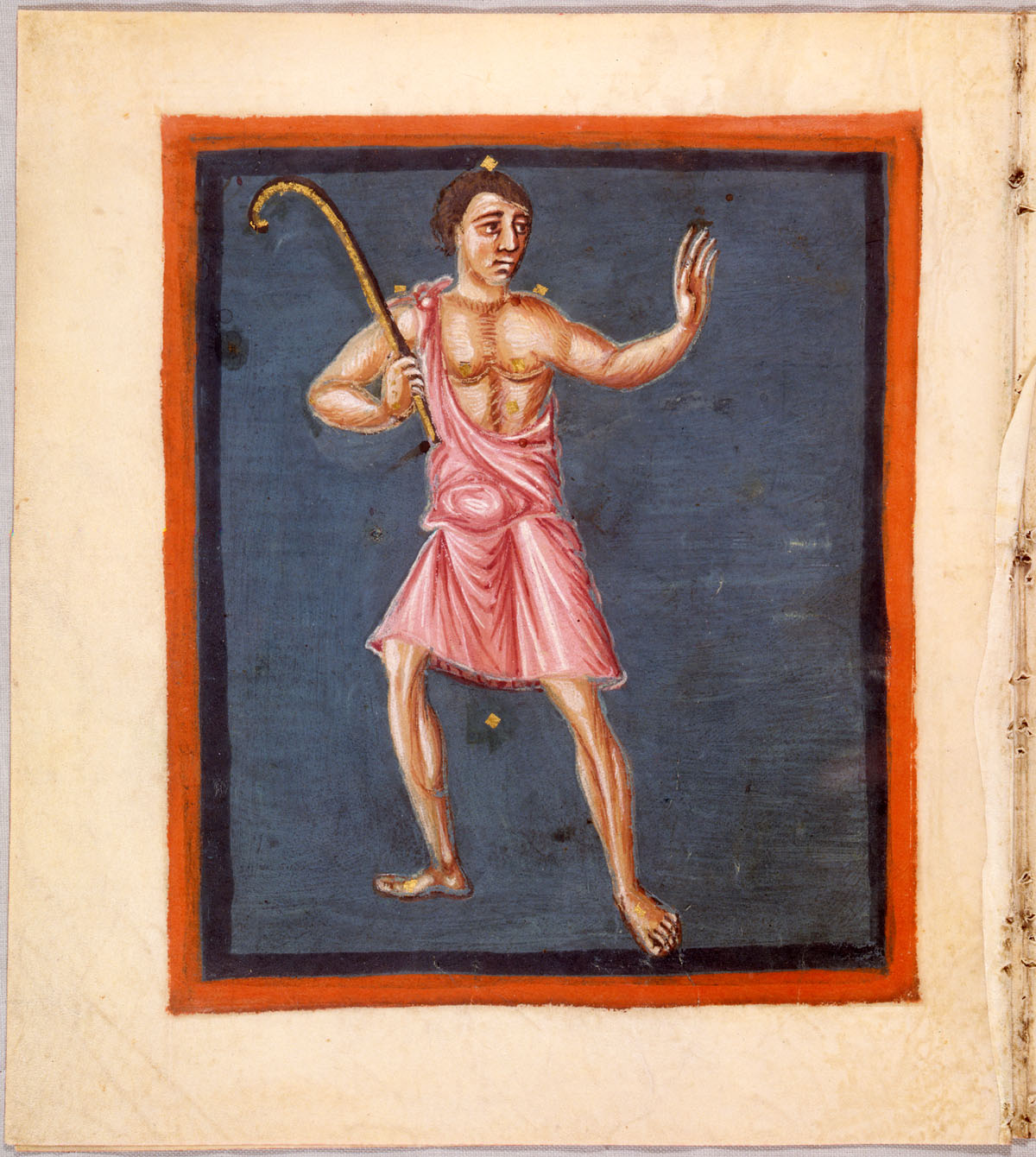
Le Bouvier (Boôtes).
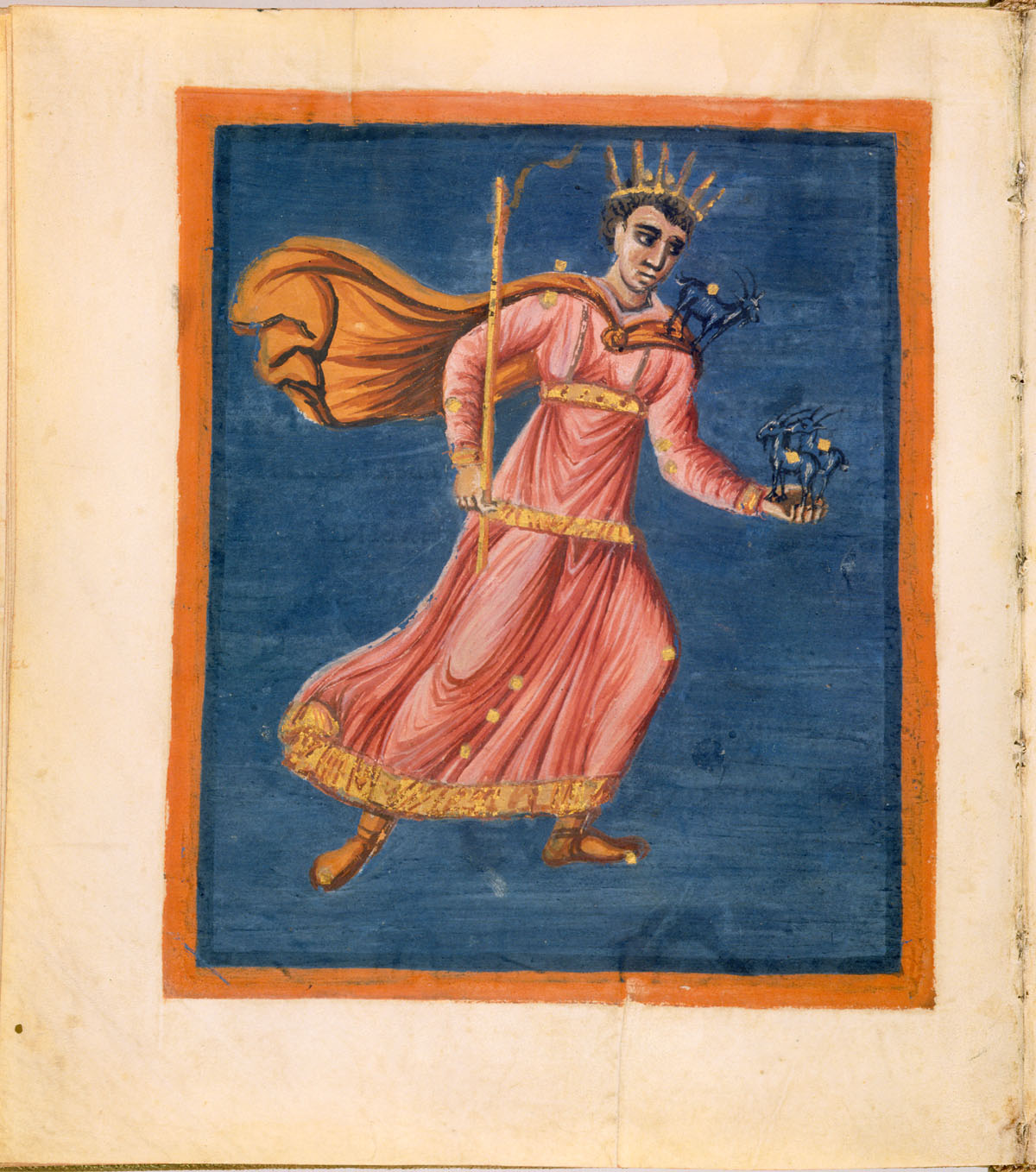
Le Cocher (Auriga).
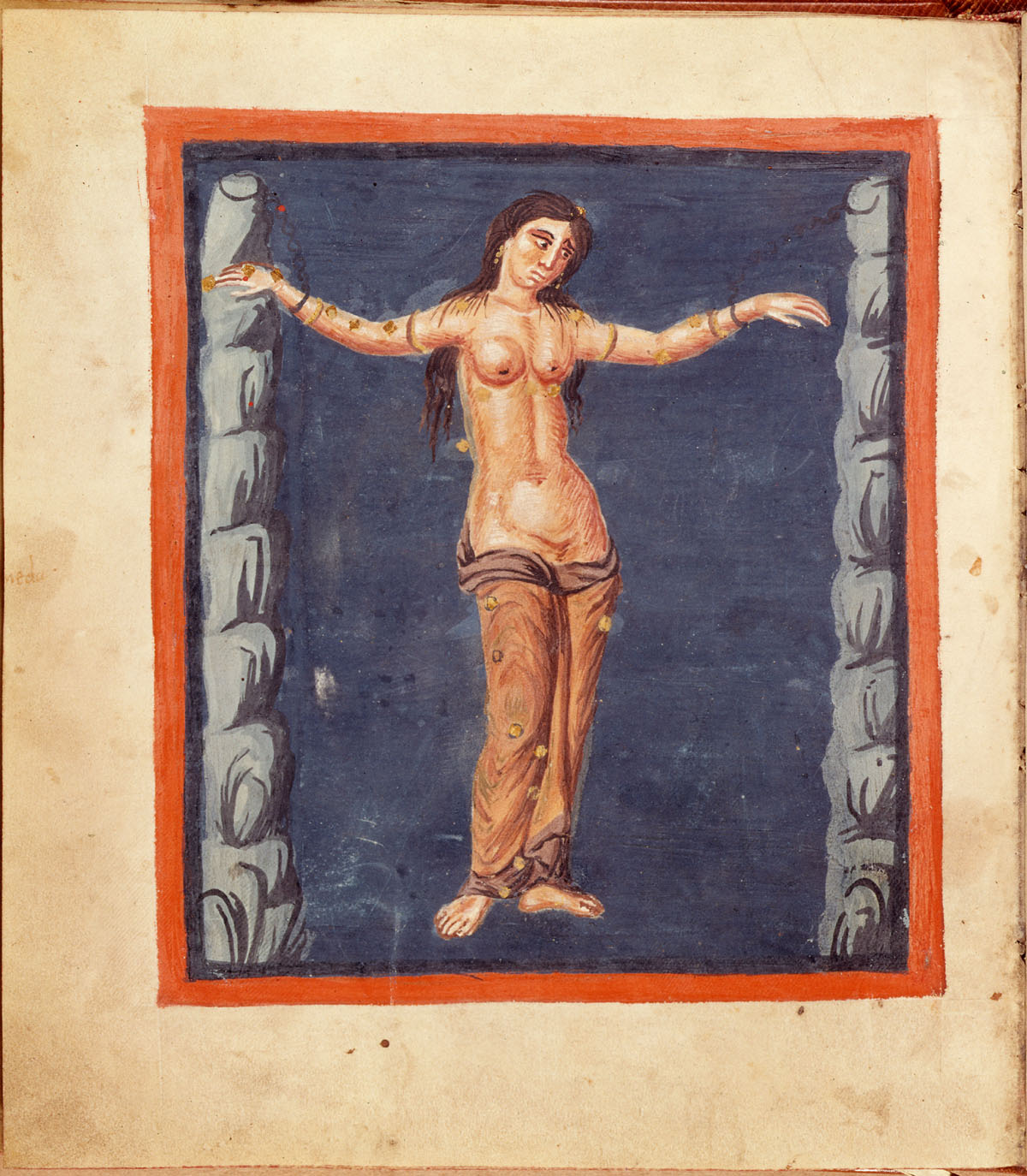
Andromède.
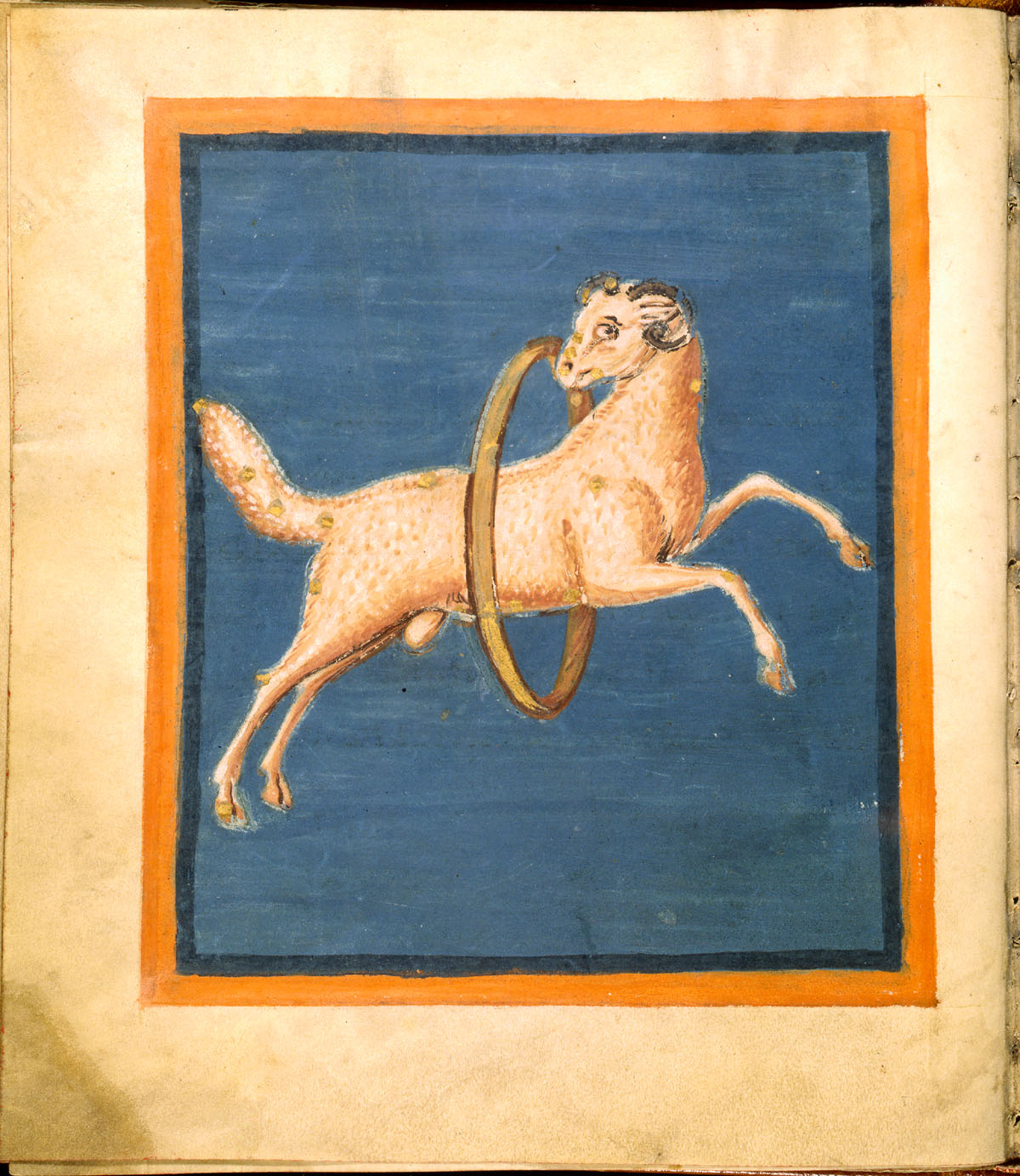
Le Bélier (Aries).

## Sources
- (de) Cet article est partiellement ou en totalité issu de l’article de Wikipédia en allemand intitulé « Leidener Aratea » (voir la liste des auteurs).